# Gray Hill
Der Gray Hill ist ein größtenteils vereister und 1020 m hoher Hügel im westantarktischen Queen Elizabeth Land. Auf der Ostseite der Forrestal Range der Pensacola Mountains ragt er 4 km südlich des Crouse Spur auf.
Der United States Geological Survey kartierte ihn anhand eigener Vermessungen und Luftaufnahmen der United States Navy aus den Jahren von 1956 bis 1966. Das Advisory Committee on Antarctic Names benannte ihn 1968 nach Master Sergeant Kitt Gray Jr. (1918–1998) von der United States Air Force, Flugingenieur und Mitglied der United States Air Force Electronics Test Unit in den Pensacola Mountains von 1957 bis 1958.